# キム・ハンボン
キム・ハンボン（英語：Kim Han Bong、漢字：金 漢奉、1966年3月8日 - ）は、韓国のレーシングドライバー。

## 略歴
- 1996年にパリ・ダカール・ラリーT-3で9位に完走、アジアパシフィックラリー選手権N3で2位、世界ラリー選手権A6で2位となった。
- 2002年にスーパー耐久でR7は3位, R8は4位となった。
- 2002年から2005年までブリティッシュ・アメリカン・タバコGT選手権に出場し、GT2でドライバーポイントは2002年から2年間で1位となった。
- 2006年にはCJスーパーレースに出場した。
- 2007年から2年間GTマスターでドライバーポイントは2位となった。
- 2009年のSUPER GT・GT300クラスの開幕戦から第3戦まで、クムホタイヤを装着したポルシェ・ボクスターでのスポット参戦歴がある[1]。

## レース戦歴

### SUPER GT
| 年     | 所属チーム          | コ.ドライバー                    | 使用車両             | タイヤ | クラス | 1       | 2       | 3      | 4   | 5   | 6   | 7   | 8   | 9   | 順位 | ポイント |
| ------ | ------------------- | -------------------------------- | -------------------- | ------ | ------ | ------- | ------- | ------ | --- | --- | --- | --- | --- | --- | ---- | -------- |
| 2009年 | クムホ ARKTECH SG-1 | 池田大祐 (Rd.1) 谷川達也 (Rd.2-) | ポルシェ・ボクスター | K      | GT300  | OKA Ret | SUZ Ret | FSW 14 | SEP | SUG | SUZ | FSW | AUT | TRM | NC   | 0        |